# Beine-Nauroy
Pour les articles homonymes, voir Beine (homonymie) et Nauroy (homonymie).
Beine-Nauroy est une commune française, située dans le département de la Marne en région Grand Est.

## Géographie
| Berru            | Époye        | Selles                     |
| Nogent-l'Abbesse | Beine-Nauroy | Pontfaverger-Moronvilliers |
| Prunay           | Val-de-Vesle | Prosnes                    |

La commune est située à une quinzaine de kilomètres de Reims, entre le Mont-de Berru et les Monts-de-Champagne. Elle bénéficie d'un accès très rapide par la D 33 via le carrefour de l'aérodrome de Reims - Prunay (environ 10 minutes).

### Hydrographie
La commune est dans la région hydrographique « la Seine du confluent de l'Oise (inclus) à l'embouchure » au sein du bassin Seine-Normandie. Elle n'est drainée par aucun cours d'eau,.

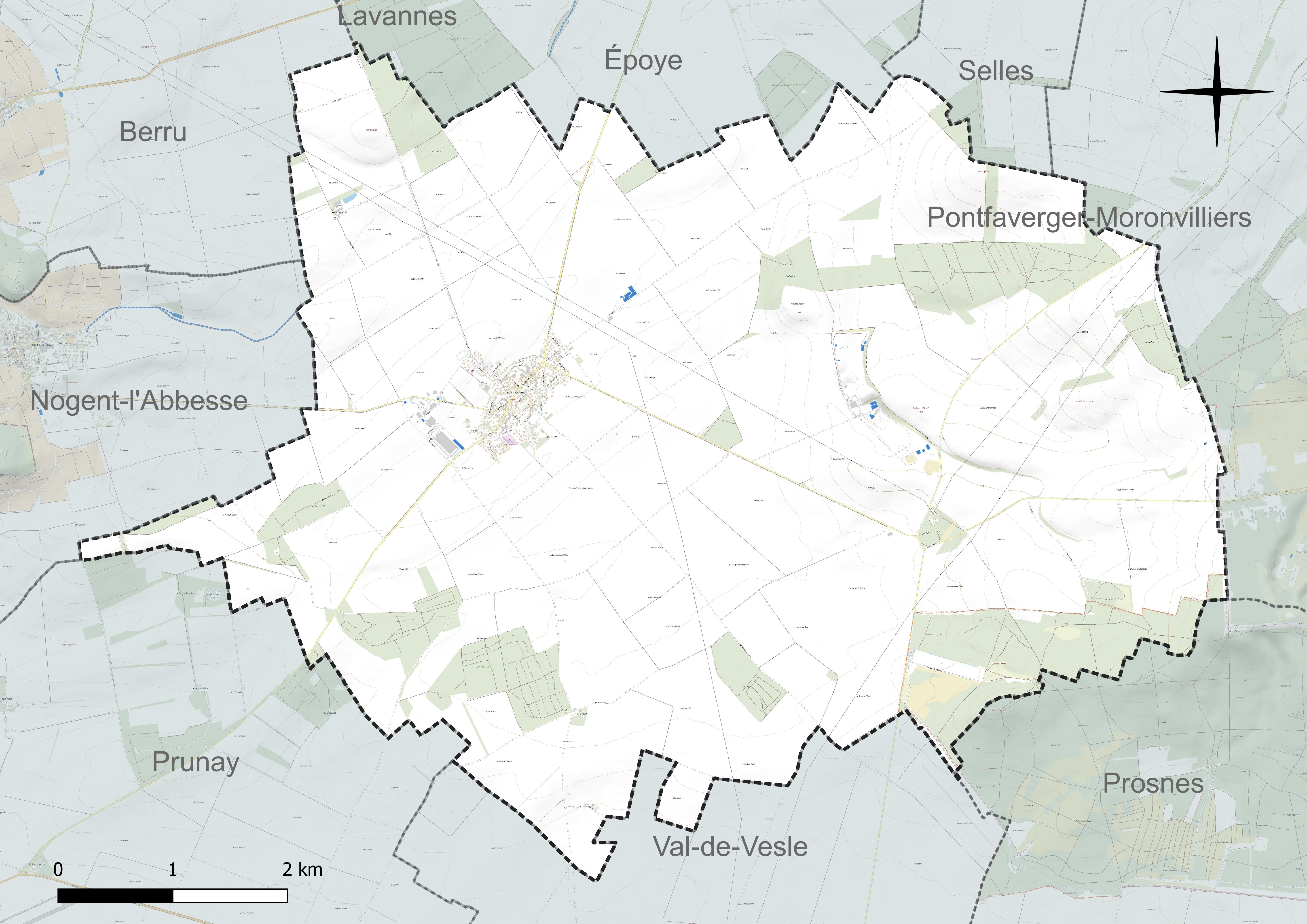
Réseau hydrographique de Beine-Nauroy.

### Climat
Pour des articles plus généraux, voir Climat du Grand Est et Climat de la Marne.
En 2010, le climat de la commune est de type climat océanique dégradé des plaines du Centre et du Nord, selon une étude du Centre national de la recherche scientifique s'appuyant sur une série de données couvrant la période 1971-2000. En 2020, Météo-France publie une typologie des climats de la France métropolitaine dans laquelle la commune est exposée à un climat océanique altéré et est dans la région climatique  Nord-est du bassin Parisien, caractérisée par un ensoleillement médiocre, une pluviométrie moyenne régulièrement répartie au cours de l’année et un hiver froid (3 °C). 
Pour la période 1971-2000, la température annuelle moyenne est de 10,2 °C, avec une amplitude thermique annuelle de 15,9 °C. Le cumul annuel moyen de précipitations est de 703 mm, avec 11 jours de précipitations en janvier et 8,2 jours en juillet. Pour la période 1991-2020, la température moyenne annuelle observée sur la station météorologique de Météo-France la plus proche, « Mailly-civc », sur la commune de Mailly-Champagne à 13 km à vol d'oiseau, est de 11,2 °C et le cumul annuel moyen de précipitations est de 755,5 mm. 
La température maximale relevée sur cette station est de 39,8 °C, atteinte le 25 juillet 2019 ; la température minimale est de −20 °C, atteinte le 16 janvier 1985,,. 
Les paramètres climatiques de la commune ont été estimés pour le milieu du siècle (2041-2070) selon différents scénarios d'émission de gaz à effet de serre à partir des nouvelles projections climatiques de référence DRIAS-2020. Ils sont consultables sur un site dédié publié par Météo-France en novembre 2022.

## Urbanisme

### Typologie
Au 1er janvier 2024, Beine-Nauroy est catégorisée bourg rural, selon la nouvelle grille communale de densité à sept niveaux définie par l'Insee en 2022.
Elle est située hors unité urbaine. Par ailleurs la commune fait partie de l'aire d'attraction de Reims, dont elle est une commune de la couronne,. Cette aire, qui regroupe 294 communes, est catégorisée dans les aires de 200 000 à moins de 700 000 habitants,.

### Occupation des sols
L'occupation des sols de la commune, telle qu'elle ressort de la base de données européenne d’occupation biophysique des sols Corine Land Cover (CLC), est marquée par l'importance des territoires agricoles (86,2 % en 2018), une proportion sensiblement équivalente à celle de 1990 (86,9 %). La répartition détaillée en 2018 est la suivante : 
terres arables (86,2 %), forêts (7,4 %), milieux à végétation arbustive et/ou herbacée (4,3 %), zones urbanisées (1,2 %), mines, décharges et chantiers (0,9 %). L'évolution de l’occupation des sols de la commune et de ses infrastructures peut être observée sur les différentes représentations cartographiques du territoire : la carte de Cassini (XVIIIe siècle), la carte d'état-major (1820-1866) et les cartes ou photos aériennes de l'IGN pour la période actuelle (1950 à aujourd'hui).

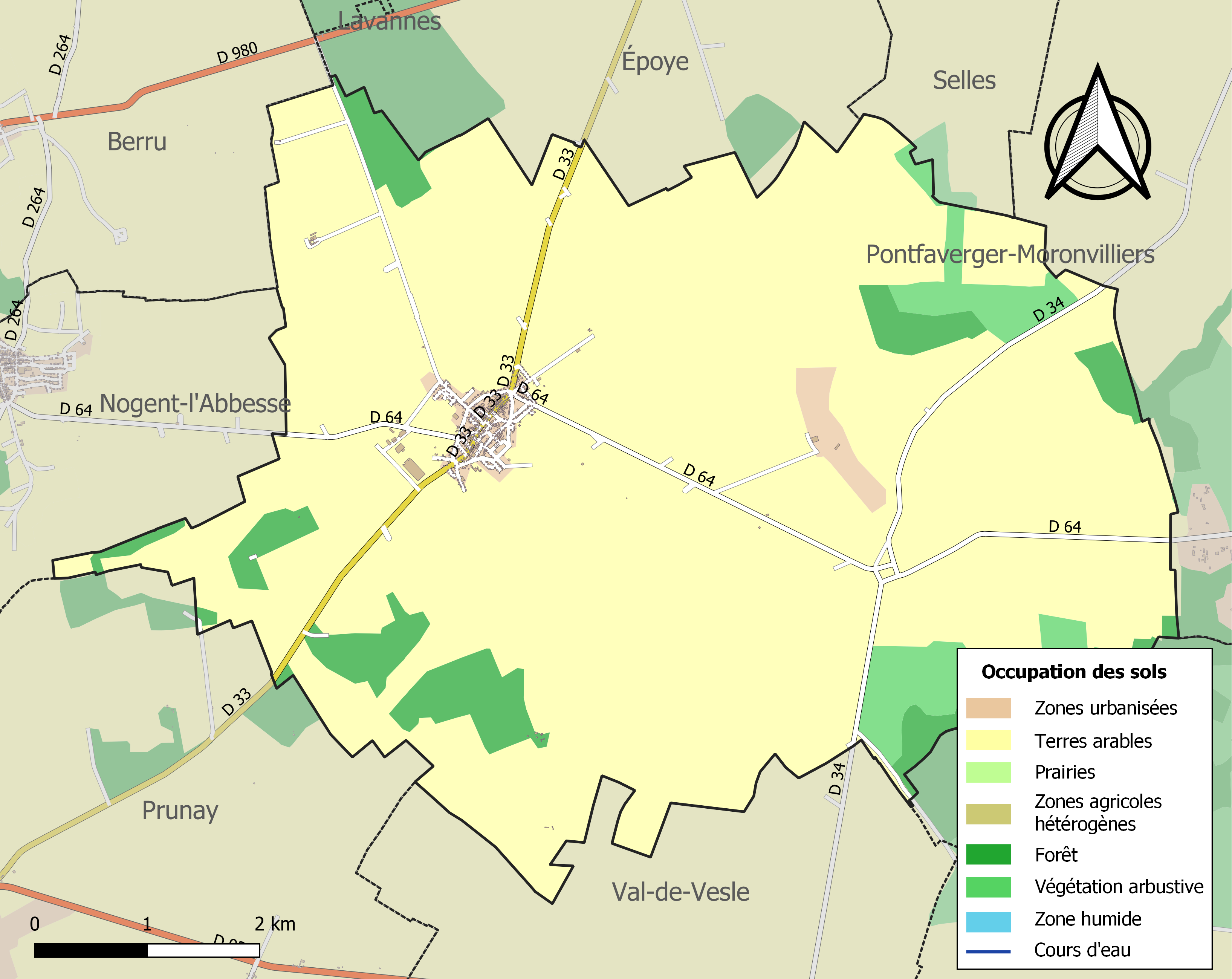
Carte des infrastructures et de l'occupation des sols de la commune en 2018 (CLC).

## Toponymie
Le nom de la localité est attesté sous les formes Baina (milieu du IXe siècle) ; Beinna (1112) ; Bana (1153) ; Bena (1173) ; Bainna (1178) ; Benna (1179) ; Baine (1197) ; Bayna (1249) ; Bainne (1277) ; Beingne (commencement du XIVe siècle) ; Bayne (1358) ; Baynes (1389) ; Beinne (1433) ; Beyne (1476) ; Beynes (1556).

Cité comme Beina vers 850 dont le sens est issu du gaulois *bagos « hêtre ». Dans l'article qu'il consacre à ce nom dans son dictionnaire de la langue gauloise, Xavier Delamarre mentionne quelques dérivés toponymiques, comme *bagina « hêtraie », forme qui explique le nom de la ville de Beynes dans les Yvelines. Soulignons que cette étymologie avait été proposée quelques années plus tôt par Marianne Mulon, qui associait à Beynes (Baina en 1124), le nom de Bernes (Bagerna à l'époque carolingienne) dans le Val-d'Oise, dérivé lui aussi de bagos, avec le « vieux suffixe -erna », analyse qui a été reprise et confirmée par Jacques Chaurand et Maurice Lebègue. Ces continuateurs de *bagina ont également été retenus par Ernest Nègre qui mentionne d'une part La Beine, forêt (aujourd'hui fort réduite), dans l'Aisne, d'autre part la forêt située dans l'actuel département de l'Oise et citée dès 1223 : « Novavilla quae sita est in bosco de Boyne » ; il y associe, enfin, le nom d'un château du Calvados : Baynes, qui subsiste à celui d'une ancienne commune,.
Nauroy est une ancienne commune du département de la Marne. Détruite au cours de la Première Guerre mondiale, son territoire a été rattaché à la commune de Beine en 1950.

Le tout premier nom de Nauroy serait Nucaretum.

Le village s'est appelé successivement : Nueridum (850) ; Nocerium (1145) ; Noerium (1154) ; Nouroi ou Nueroi (1197) ; Noeroi (vers 1200) ; Noroy (1382) ; Nourroy (1436) ; Naurois (1652) et Nauroy (à partir de 1740).

L'orthographe Noroy est souvent reprise dans les registres paroissiaux, même après 1382.

Du bas latin nucarius « noyer » et du suffixe collectif -etum « ensemble de noyers ».
La commune réunit dans son nom deux dérivés de noms de végétaux, le hêtre par l'intermédiaire de *bagina, le noyer par celui de *nucaretum.

## Histoire
Le 15 mars 1916, deux aviateurs, Jacques Decazes et François Lefebvre, ont été abattus près de Nauroy. Des cénotaphes ont été reconstitués sur le site du village de Nauroy.
L'ancienne commune de Beine a ajouté à son nom, après la Première Guerre Mondiale, le nom du village détruit voisin de Nauroy pour devenir Beine-Nauroy. La fusion a eu lieu en 1950.

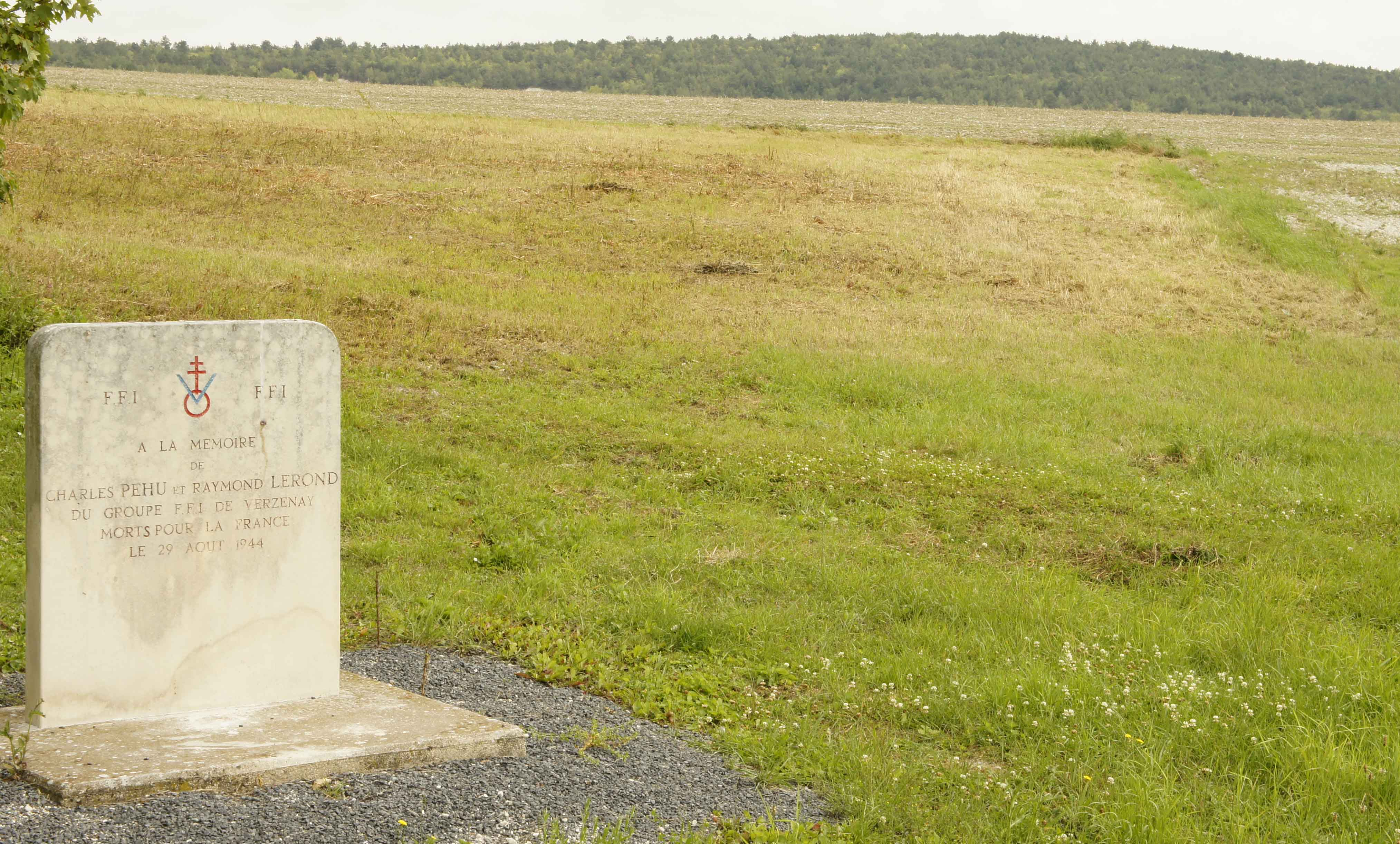
Monument à Charles Pehu et Raymond Lerond, F.F.I du groupe de Verzenay tombés le 29 août 1944.
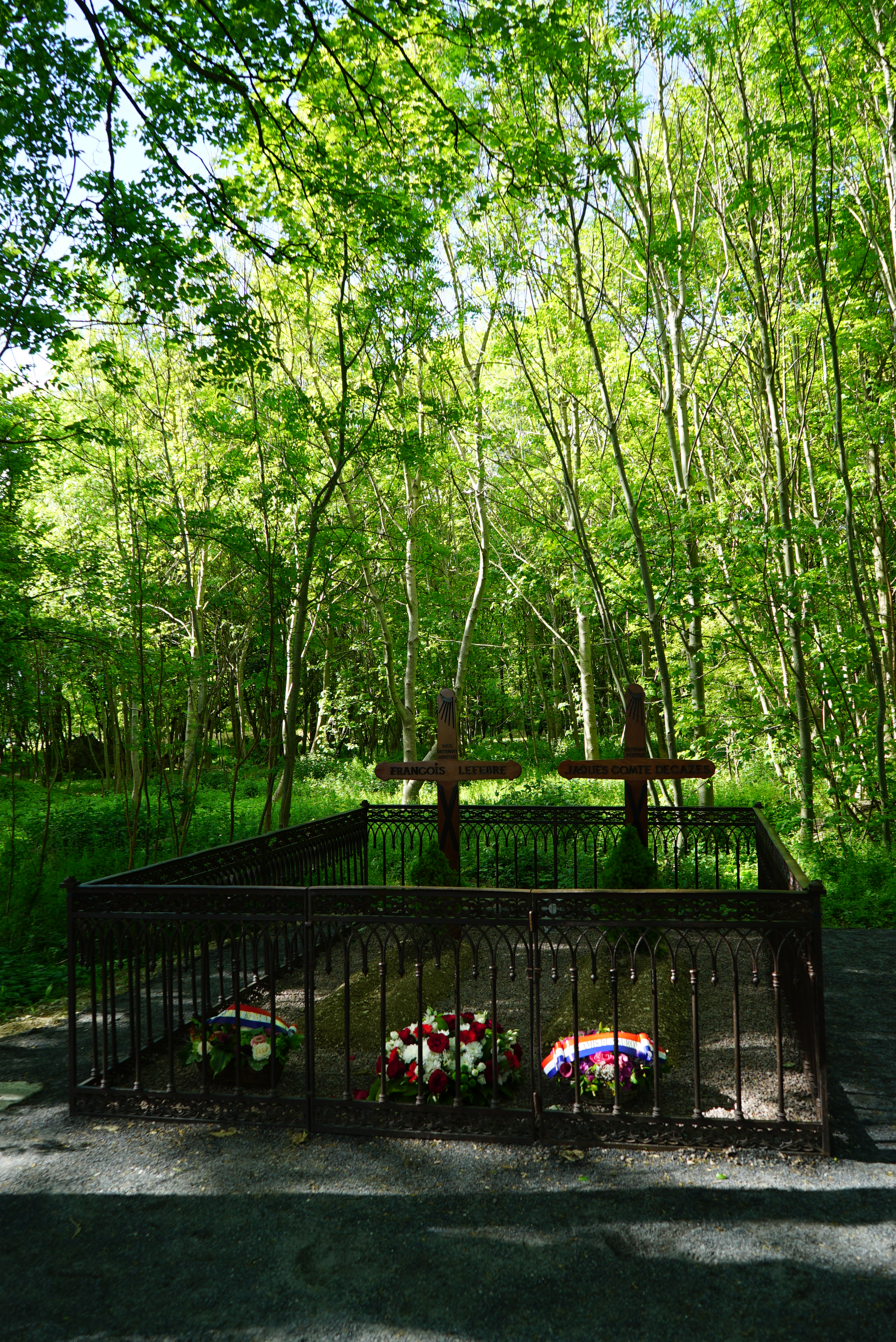
Cénotaphes de deux aviateurs de la Première Guerre mondiale tombés à Nauroy.

### Décorations françaises
Les deux communes constitutives, Beine et Nauroy, ont obtenu chacune la Croix de guerre 1914-1918 le 1er octobre 1920.

## Politique et administration

### Intercommunalité
La commune, jusqu'alors membre de la communauté de communes du Mont de Berru destinée à disparaître, a adhéré le 31 décembre 2012 à la communauté de communes de Beine-Bourgogne.

### Liste des maires
| Période                                  | Période  | Identité         | Étiquette | Qualité    |
| ---------------------------------------- | -------- | ---------------- | --------- | ---------- |
| Les données manquantes sont à compléter. |          |                  |           |            |
|                                          | 1875     | Darras           |           | pour Beine |
| 1879                                     |          | Varenne          |           | pour Beine |
| ?                                        | 2001     | François Bergé   | DVD       |            |
| mars 2001                                | 2014     | Francis Floquet  |           |            |
| 2014                                     | mai 2020 | Catherine Renard |           |            |
| mai 2020                                 | En cours | Romain Bonhomme  |           |            |

## Démographie
L'évolution du nombre d'habitants est connue à travers les recensements de la population effectués dans la commune depuis 1793. Pour les communes de moins de 10 000 habitants, une enquête de recensement portant sur toute la population est réalisée tous les cinq ans, les populations de référence des années intermédiaires étant quant à elles estimées par interpolation ou extrapolation. Pour la commune, le premier recensement exhaustif entrant dans le cadre du nouveau dispositif a été réalisé en 2006.

En 2022, la commune comptait 987 habitants, en évolution de −2,85 % par rapport à 2016 (Marne : −1,19 %, France hors Mayotte : +2,11 %).
| 1793 | 1800 | 1806 | 1821 | 1831  | 1836  | 1841  | 1846  | 1851  |
| ---- | ---- | ---- | ---- | ----- | ----- | ----- | ----- | ----- |
| 840  | 675  | 752  | 780  | 1 019 | 1 099 | 1 058 | 1 073 | 1 083 |

| 1856  | 1861  | 1866  | 1872  | 1876  | 1881 | 1886 | 1891 | 1896 |
| ----- | ----- | ----- | ----- | ----- | ---- | ---- | ---- | ---- |
| 1 118 | 1 059 | 1 074 | 1 052 | 1 052 | 948  | 902  | 793  | 775  |

| 1901 | 1906 | 1911 | 1921 | 1926 | 1931 | 1936 | 1946 | 1954 |
| ---- | ---- | ---- | ---- | ---- | ---- | ---- | ---- | ---- |
| 726  | 601  | 559  | 418  | 402  | 398  | 358  | 405  | 398  |

| 1962 | 1968 | 1975 | 1982 | 1990 | 1999 | 2006  | 2011  | 2016  |
| ---- | ---- | ---- | ---- | ---- | ---- | ----- | ----- | ----- |
| 384  | 419  | 433  | 545  | 718  | 827  | 1 036 | 1 048 | 1 016 |

| 2021 | 2022 | - | - | - | - | - | - | - |
| ---- | ---- | - | - | - | - | - | - | - |
| 990  | 987  | - | - | - | - | - | - | - |

## Culture locale et patrimoine

### Lieux et monuments

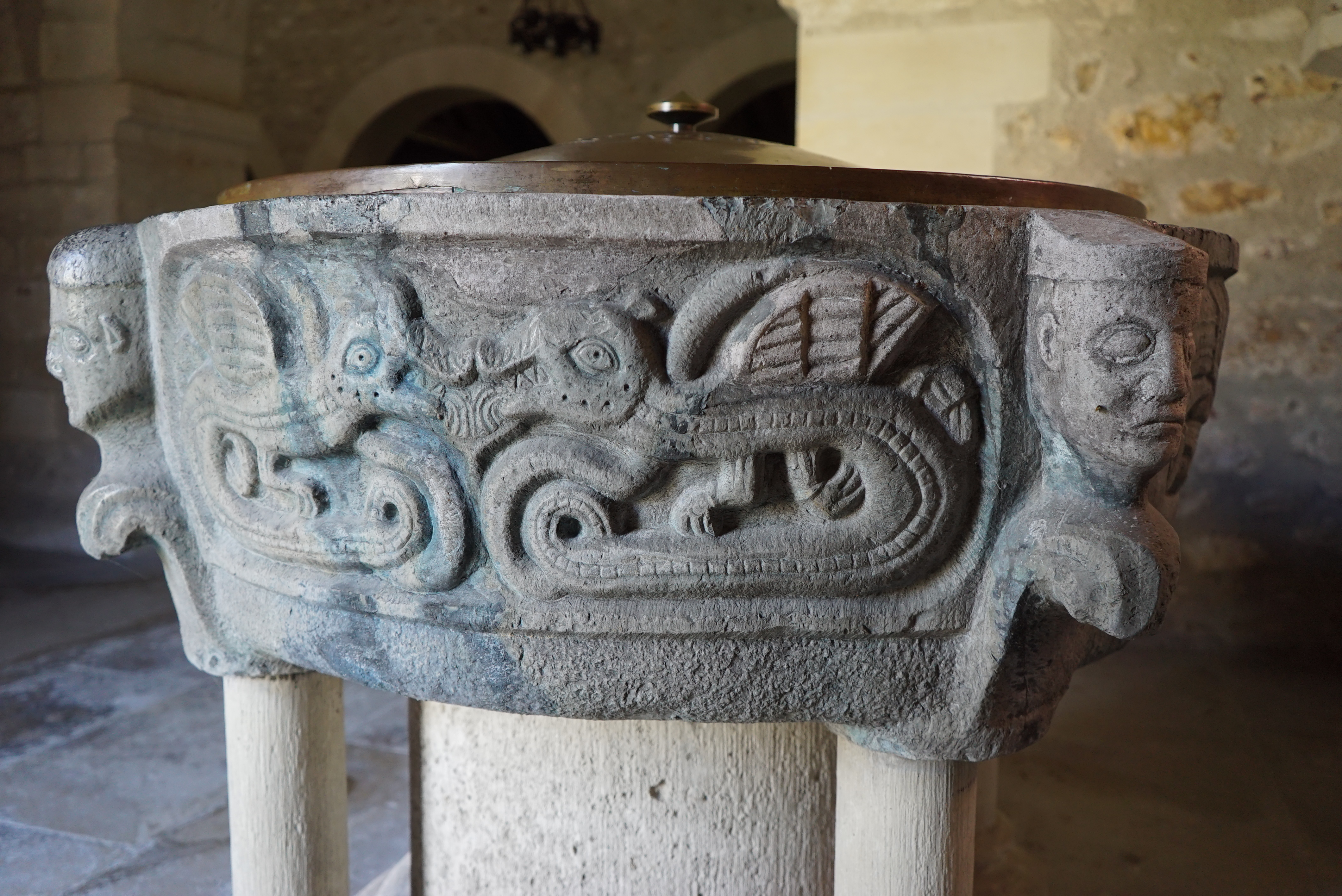
La cuve du XIIe siècle dans l'église.
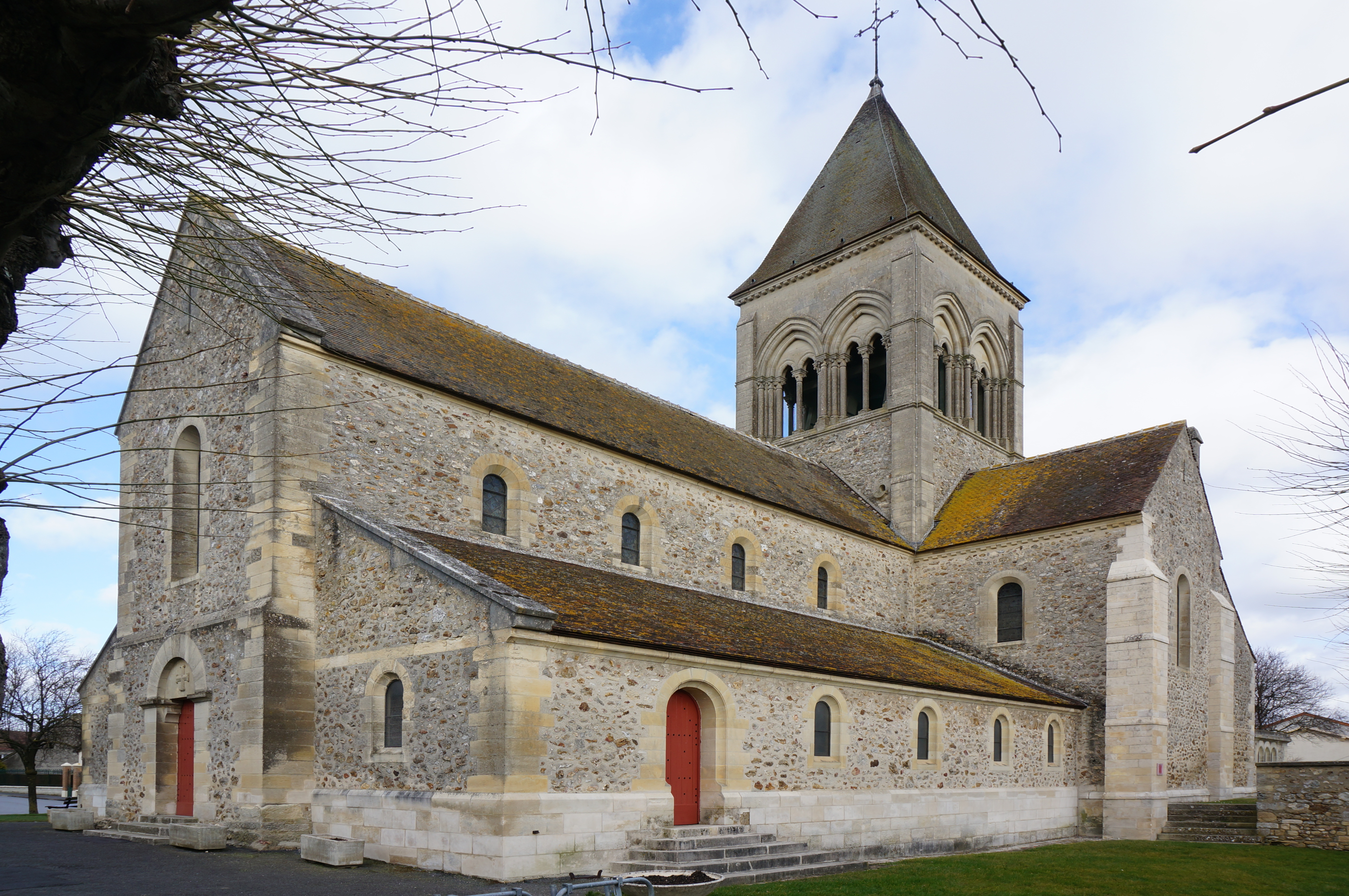
L'église.
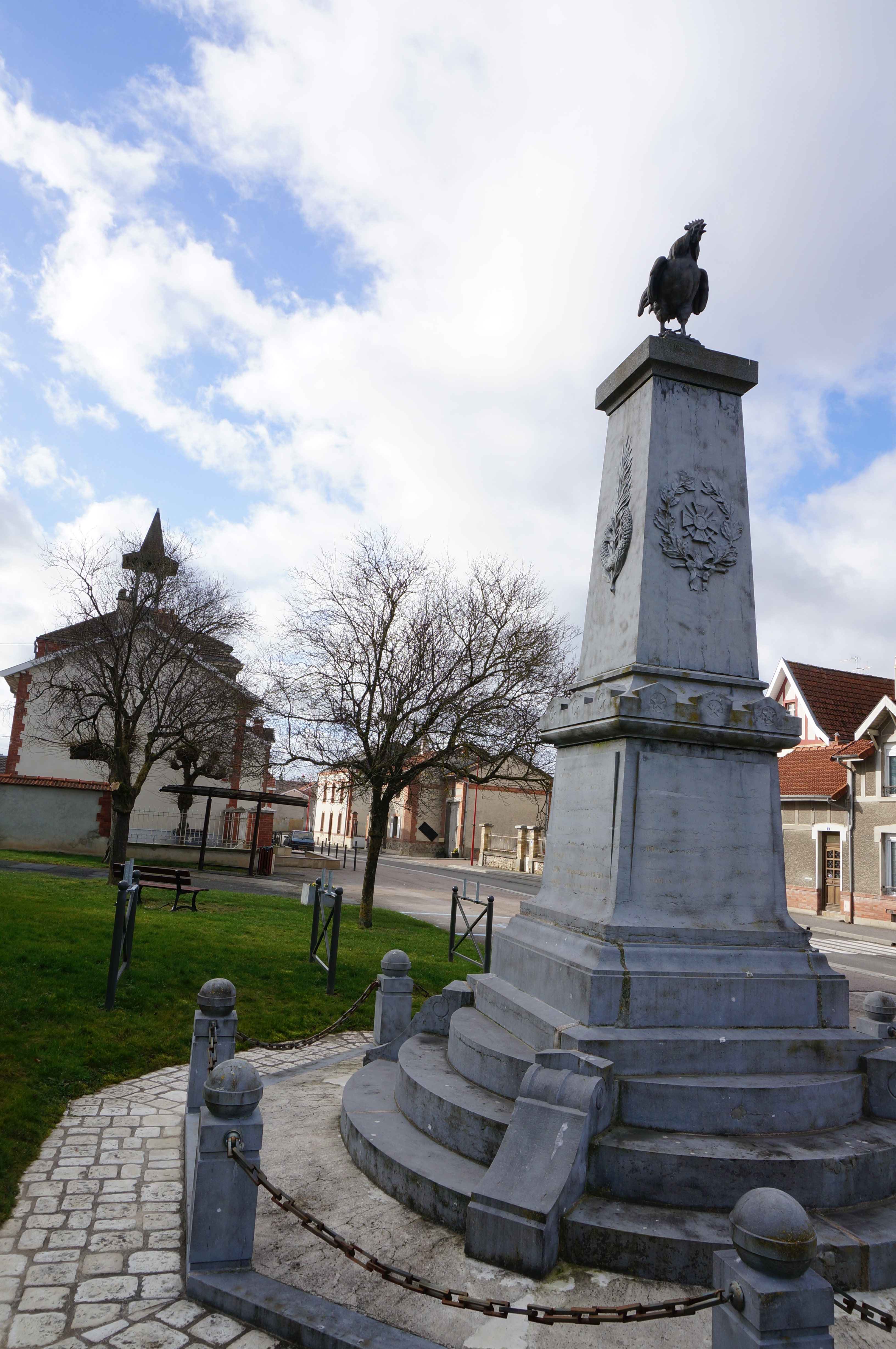
Le monument aux morts.
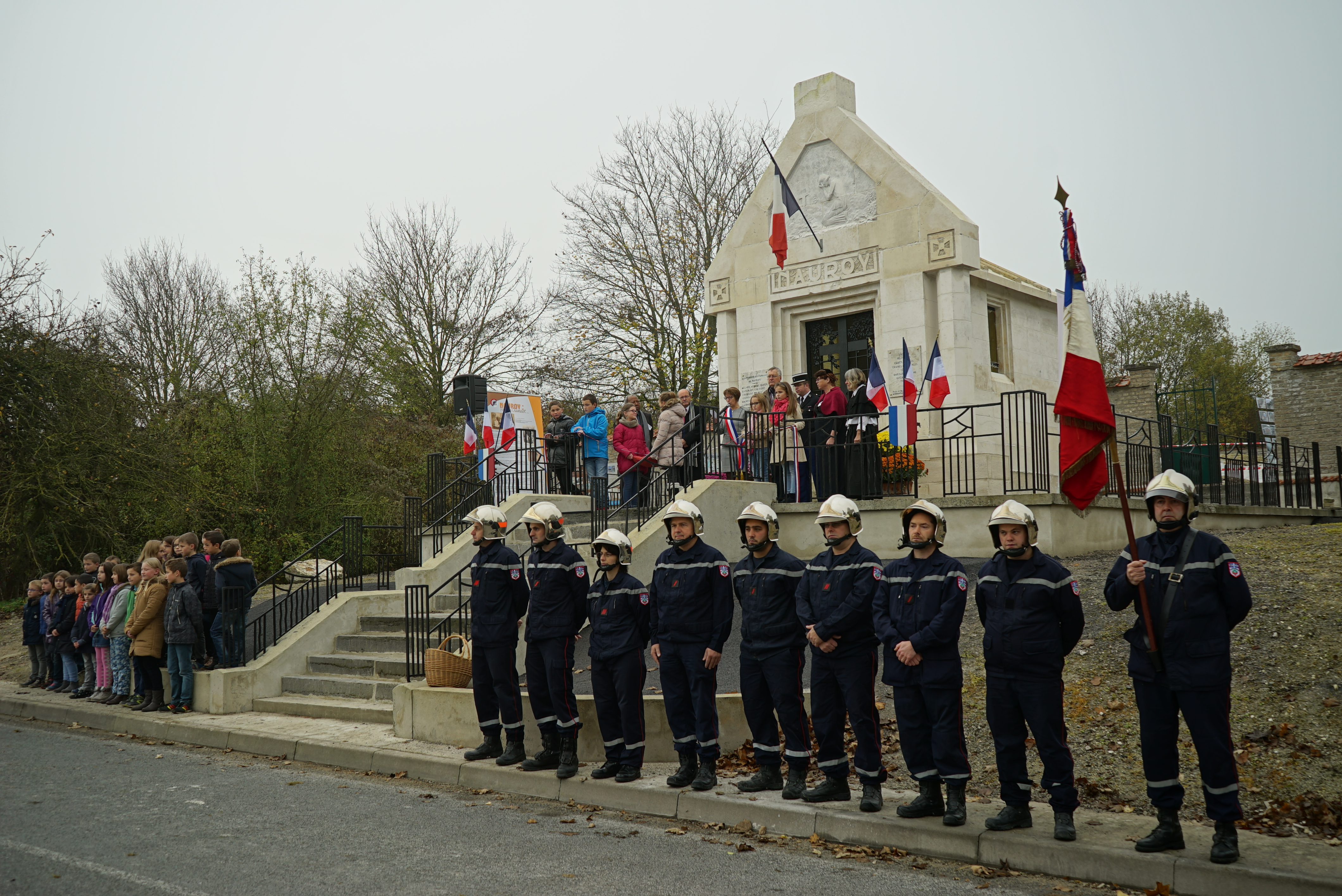
La chapelle de Nauroy.

- Une église des XIIe et XIIIe siècles classée aux monuments historiques.
- Deux croix de chemins à l'entrée du village.
- La chapelle devant le cimetière de Nauroy.

### Personnalités liées à la commune
- Yvette Lundy (1916-2019), résistante française[34].